# Final Fantasy VI
Final Fantasy VI (ファイナルファンタジーVI Fainaru Fantajī Shikkusu?) är den sjätte delen i spelserien Final Fantasy från Squaresoft. Spelet var det tredje i serien som släpptes i USA (2 april 1994) och hette i den engelska översättningen Final Fantasy III. Framgångarna för Final Fantasy VII öppnade möjligheter att släppa äldre delar av serien varför det senare kom att släppas med sitt ursprungliga nummer.

## Handling
Spelet börjar med att soldaten Terra tillsammans med Wedge och Vicks anfaller gruvstaden Narshe för att kunna få tag på en s.k. esper. Men när Terra och hennes medhjälpare når espern reagerar både den och Terra på något lustigt sätt, och på samma gång dödas Vicks och Wedge. Terra hittas senare medvetslös av en medlem inom motståndsrörelsen (eng: The Resistance). När hon vaknar har hon inga minnen av de senaste händelserna. Tillsammans med Locke lyckas hon fly från imperiets soldater i Narshe och har ett stort äventyr framför sig.

## Karaktärer

### Spelbara karaktärer
Final Fantasy VI har 14 spelbara karaktärer:
- Terra Branford: Terra är spelets huvudperson och har blivit känd som den första kvinnliga huvudpersonen inom final fantasy-serierna. Hon brukade jobba som soldat inom imperiet men det visade sig senare att hon var hjärntvättad för att göra deras smutsjobb. Hon har en mystisk bakgrund och kan använda magi.
- Locke Cole: Locke är en tjuv som räddade Terra från att fångas av imperiets soldater. Han insisterar alltid på att bli kallad för skattsökare och är bra på att stjäla saker i strider. Han söker ständigt efter ett sätt att kunna återuppliva sin förlorade kärlek, Rachel.
- Cyan Garamonde: Cyan är en soldat från Doma. Han förlorade sina vänner och sin familj när Kefka förgiftade vattenförsörjningen under imperiets belägring av Doma. Han väljer att delta i The Returners för att kunna hämnas på imperiet. Han kan använda Bushido i strider. Cyan har en stor fobi mot maskiner.
- Shadow: Shadow är en assassin som reser runt världen tillsammans med sin hund Interceptor. Han har en mystisk bakgrund och avskyr drömmar. Han kan kasta vapen i strider.
- Edgar Roni Figaro: Edgar är kungen av Figaro och en stor tjejtjusare. Han använder olika saker i strider, såsom motorsågar och skruvdragare.
- Sabin Rene Figaro: Sabin är Edgars tvillingbror och prins som lämnade Figaro efter det att deras far dog. Han kan slåss med bara händer i strider och kan använda Blitz-tekniker.
- Celes Chere: Celes är en före detta general inom imperiet. Locke räddade henne från att avrättas när hon hade förrått imperiet. När Locke möter henne ser han henne som Rachel. Precis som Terra kan hon använda magi.
- Strago Magus
- Relm Arrowny
- Setzer Gabbiani
- Mog
- Gau
- Gogo
- Umaro

### Andra karaktärer
- Kefka
- Banon
- Ultros
- Leo Cristophe
- Cid del Norte Marguez
- Gestahl
- Biggs
- Wedge